# Queen of Kings
Queen of Kings è il singolo di debutto della cantante italo-norvegese Alessandra Mele, pubblicato il 9 gennaio 2023 come primo estratto dal primo EP Best Year of My Life.

## Descrizione
In un'intervista con il sito di fan Eurovision Fun, Alessandra ha affermato che la canzone vuole mostrare «il potere delle donne, ma anche il potere di tutte le persone, su quanto sia importante sentirsi a proprio agio con se stessi». Ha anche detto che le sue esperienze come donna bisessuale hanno influenzato la creazione della canzone.

## Promozione
Il 4 gennaio 2023 Alessandra Mele è stata confermata fra i 21 partecipanti all'annuale Melodi Grand Prix, festival utilizzato per selezionare il rappresentante norvegese all'Eurovision Song Contest, dove avrebbe presentato Queen of Kings come inedito. Il brano è stato pubblicato insieme a quelli degli altri semifinalisti il 9 gennaio; la prima semifinale ha avuto luogo il 14 gennaio. Superata questa, Alessandra si è nuovamente esibita alla finale del 4 febbraio, dove è risultata la vincitrice delle votazioni della giuria e del pubblico, diventando di diritto la rappresentante norvegese all'Eurovision Song Contest 2023 a Liverpool. Nel maggio successivo, dopo essersi qualificata dalla prima semifinale, Alessandra si è esibita nella finale eurovisiva, dove si è piazzata al 5º posto su 26 partecipanti con 268 punti totalizzati.

## Tracce
Testi e musiche di Alessandra Mele, Henning Olerud, Linda Dale e Stanley Ferdinandez.
1. Queen of Kings – 2:27

Versione acustica
1. Queen of Kings (Acoustic) – 2:50

Remix
1. Queen of Kings (Da Tweekaz x Tungevaag Remix) – 2:25

Versione italiana
1. Queen of Kings (Italian Version) – 2:42

## Classifiche

### Classifiche settimanali
| Classifica (2023) | Posizione massima |
| ----------------- | ----------------- |
| Austria           | 8                 |
| Belgio (Fiandre)  | 13                |
| Croazia           | 12                |
| Finlandia         | 3                 |
| Francia           | 152               |
| Germania          | 19                |
| Grecia            | 4                 |
| Irlanda           | 18                |
| Islanda           | 4                 |
| Israele           | 6                 |
| Italia            | 33                |
| Lettonia          | 7                 |
| Lituania          | 7                 |
| Lussemburgo       | 16                |
| Norvegia          | 1                 |
| Paesi Bassi       | 12                |
| Polonia           | 8                 |
| Portogallo        | 70                |
| Regno Unito       | 10                |
| Repubblica Ceca   | 20                |
| Slovacchia        | 65                |
| Spagna            | 59                |
| Svezia            | 7                 |
| Svizzera          | 5                 |

### Classifiche di fine anno
| Classifica (2023) | Posizione |
| ----------------- | --------- |
| Islanda           | 27        |
| Norvegia          | 9         |
| Polonia           | 73        |
| Svezia            | 47        |